# Nazionale femminile under 20 di pallavolo della Corea del Sud
La nazionale Under-20 di pallavolo femminile della Corea del Sud è una squadra europea composta dalle migliori giocatrici di pallavolo della Corea del Sud con un'età inferiore di 20 anni ed è posta sotto l'egida della Federazione pallavolistica della Corea del Sud.

## Risultati

### Campionato mondiale Under-21
| Edizione | Piazzamento     | Formazione   |
| -------- | --------------- | ------------ |
| 1977     | 1º posto        | Convocazioni |
| 1981     | 1º posto        | Convocazioni |
| 1985     | 5º posto        | Convocazioni |
| 1987     | 2º posto        | Convocazioni |
| 1989     | 6º posto        | Convocazioni |
| 1991     | 5º posto        | Convocazioni |
| 1993     | 3º posto        | Convocazioni |
| 1995     | 7º posto        | Convocazioni |
| 1997     | 9º posto        | Convocazioni |
| 1999     | 3º posto        | Convocazioni |
| 2001     | 2º posto        | Convocazioni |
| 2003     | 9º posto        | Convocazioni |
| 2005     | non qualificata | -            |
| 2007     | non qualificata | -            |
| 2009     | non qualificata | -            |
| 2011     | 14º posto       | Convocazioni |
| 2013     | non qualificata | -            |
| 2015     | non qualificata | -            |
| 2017     | non qualificata | -            |
| 2019     | non qualificata | -            |